# حوار في الجحيم بين مونتسكيو وميكافيلي
حوار في الجحيم بين مونتسكيو وميكافيلي (بالفرنسية: Dialogue aux enfers entre Machiavel et Montesquieu)‏ هو هجاء سياسي من تأليف المحامي الفرنسي موريس جولي احتجاجًا على نظام نابليون الثالث والمعروف أيضا باسم لويس نابليون بونابرت الذي حكم فرنسا خلال الأعوام من 1848 وحتى 1870. تمت ترجمة الكتاب إلى اللغة الإنجليزية في عام 2002. ويشار إلى أن هذا الكتاب قد اُعتمد كأساس عند كتابة بروتوكولات حكماء صهيون في بداية القرن العشرين.